# Краснопольське сільське поселення (Торбеєвський район)
Краснопо́льське сільське поселення (рос. Краснопольское сельское поселение) — муніципальне утворення у складі Торбеєвського району Мордовії, Росія. Адміністративний центр — село Краснопольє.

## Історія
Станом на 2002 рік існували Краснопольська сільська рада (села Краснопольє, Семивражки, присілки Козловка, Шимаревка) та Старопічурська сільська рада (села Красаєвка, Старі Пічури, присілок Покровські Виселки).
24 квітня 2019 року Старопічурське сільське поселення було ліквідоване, територія приєднана до складу Варжеляйського сільського поселення.

## Населення
Населення — 678 осіб (2019, 919 у 2010, 1089 у 2002).

## Склад
До складу поселення входять такі населені пункти:
| Населений пункт              | Населення, осіб (2002) | Населення, осіб (2010) |
| ---------------------------- | ---------------------- | ---------------------- |
| Краснопольє, село            | 191                    | 156                    |
| Козловка, присілок           | 61                     | 53                     |
| Красаєвка, село              | 336                    | 281                    |
| Покровські Виселки, присілок | 80                     | 61                     |
| Семивражки, село             | 74                     | 54                     |
| Старі Пічури, село           | 281                    | 255                    |
| Шимаревка, присілок          | 66                     | 59                     |